# TMX1
La proteína transmembrana 1 relacionada con la tiorredoxina es una proteína que en humanos está codificada por el gen TMX1. Este gen codifica un miembro de la familia de proteínas del retículo endoplásmico (ER) disulfuro isomerasa (PDI) que cataliza el plegamiento de proteínas y las reacciones de intercambio tiol-disulfuro. La proteína codificada tiene una secuencia de señal ER en la N-terminal, un dominio de tiorredoxina catalíticamente activo y un dominio transmembrana. A diferencia de la mayoría de los miembros de esta familia de genes, carece de una secuencia de retención de ER en la C-terminal. La proteína madura unida a la membrana puede oxidar y reducir los enlaces disulfuro y actúa selectivamente sobre los polipéptidos asociados a la membrana C.